# Annie Letitia Massy
Pour les articles homonymes, voir Massy.
Annie Letitia Massy est une malacologiste irlandaise, née en 1868 et morte le 6 avril 1931.
Elle est la troisième enfant d’Hugh et Anne Massy. Elle s’intéresse très jeune pour la nature et l’observation des oiseaux, des poissons et des fleurs. Elle contribue régulièrement à la revue Irish Naturalist où elle fait paraître ses observations. En 1901, elle est engagée dans le département des pêches dans le ministère de l’agriculture récemment créé. Elle s’installe alors sur la côte au nord de Dublin et où elle étudie les espèces marines et les mollusques. Elle se consacre alors à l’étude de ces animaux et fait paraître, en 1907, son premier article scientifique d’importantes sur les céphalopodes.
Elle participe en 1904, à la fondation de l’Irish Society for the Protection of Birds (aujourd’hui l’Irish Wildbird Conservancy) ; l’action de cette société culmine en 1930 avec l’adoption par le nouvel État d’Irlande du Wild Birds Protection Act. Au début des années 1920, elle s’installe à Howth où elle finit ses jours.